# متن البناء
متن البناء وهو متن مشهور مختصر في علم الصرف، ينصح لمن أراد تعلم علم الصرف أن يبتدئ به، قال حاجي خليفة في كشف الظنون: بناء الأفعال هو مختصر مشهور. يقرأه الصبيان. وقال إدوارد في اكتفاء القنوع: بناء الافعال، وهو مختصر مشهور، أوله «اعلم إن ابواب التصريف خمسة وثلاثون باباً»، وقال سركيس في معجم المطبوعات: بناء الافعال - وهو مختصر مشهور أوله: ان ابواب التصريف خمسة وثلاثون بابا.

## تحقيقه
ومع شهرة المتن قديما وحديثا ومع صدوره مطبوعا من أكثر دور النشر إلا أنه لم يسلم من الأخطاء المطبعية، ولم يوجد له من اعتنى به تحقيقا وتصحيحا ومقابلة بين نسخه، وهذا ما دعى أحد الباحثين وهو الشيخ إبراهيم بن كبير إلى تحقيقه وتصحيحه ومقابلته بين النسخ، وها هو يقول في مقدمته: فهذا متنُ البِناءِ في طَبْعَةٍ جديدةٍ، وهي طبعةٌ مُصححَّةٌ مُحَرَّرةٌ مقابلةٌ بِسَبْعِ نُسَخٍ قديمةٍ، بخلافِ الطّبعاتِ السّابقة، لم تكنْ مقابلةً بِالنُّسَخ؛ لذا وُجدتْ أخطاءٌ عديدةٌ. وقد ظَنّ أو شَكَّ كلُّ من شَرَحَ المتنَ أو كلُّ مَنْ قام بتصحيحِه أن تلك الأخطاءَ من الـمُؤلِّف، فتركوها في أصلِ الكتاب كما هي، من غيرِ تصحيحٍ، والسببُ عدمُ وقوفِهم أو اطّلاعِهم على الصّحيحِ من نُسَخِ هذا المتن، فحَفِظَ مَنْ حَفِظَ على الخطأ! وقَرأ من قرأ على الخطأ! وشَرَحَ مَنْ شَرَحَ على الخطأ!
ثم قال المحقق: وقد صَحَّحْتُ كلَّ هذه الأخطاء، وبيّنتُها في مواضعِها، فأثبتُّ في أصلِ الكتابِ أصحَّ ما جاء في النُّسَخ، وذكرتُ ما في باقي النُّسَخِ في حاشيتِه، مع توجيهِ كلِّ ذلك، بمقتضى علمِ الصّرف..الخ.
كما أنه توسع في مقدمته في الكلام عن اسم الكتاب وعن الخلاف الذي وقع بين العلماء في نسبة المتن إلى مؤلفه، وعن نسخه التي قام بمقابلته على ها، وعن شروحاته، توسعا لا تجده في غيره، وقد أجاد في ذلك وأفاد، وكل ذلك بالعزو إلى مصادره ومراجعه.
ولا مانع من ذكر ما تفضل به -حفظه الله- باختصار هنا، ومن يريد التوسع والاطلاع على ذلك معزوًّا إلى مصادره فعليه الرجوع إلى مقدمة ذلك الكتاب، والموجز كما يلي.

## اسمه
فيُعرَفُ باسمِ: «بِنَاءٍ» وباسم «البِنَاءِ» وباسم«مَتْنِ البِنَاء»، وباسم «البِنَاءِ والْأَسَاسِ»، ويُعرفُ باسم: «بِنَاءِ الْأَفْعَال».

## مؤلفه
ذكر المحقق أنه قد اضطربتِ الآراءُ حولَ نِسْبَةِ هذا المتنِ إلى مؤلفِه، وأنه لا يوجد عندَ كلِّ من تكلّم من الشُّرّاح وغيرِهم في كشفِ هويّتِه ما يمكنُ به اعتبارُه واختيارُه، فمنهم من نسبه إلى الزنجاني ومنهم من نسبه إلى أحمد رشدي وكل ذلك خطأ عارٍ عن الدليل. ثم ذكر أن نسبة الكتاب إلى الدنقزي محتمل لكن لا يمكن الجزم به وفصل القول في توجيه ذلك، والله أعلم.

## نسخه
قام المحقق بمقابلة المتن على سبع نسخ قديمة منها مخطوطتان له، وذكر أن من نفى وجود مخطوطة للمتن فهو بناء على عدم وقوفه على تلك المخطوطة، والمثبت مقدم على المنفي، وقد أرفق المحقق بعض النماذج لتلك المخطوطة نهاية المقدمة.
وقد علم من خلال المقابلة والتحقيق أن هناك أخطاء في المتن ظن بعض الشارحين أنها من المؤلف، وهي ليست كذلك، ومن ذلك على سبيل المثال لا الحصر:
ما جاء في بعض النسخ قوله: ((الباب الرابع: افْعَالَّ يَفْعَالُّ افْعِيْعَالًا)) هكذا ((افعيعالا)) -وهو كذلك في النسخة المطبوعة التي رأيناها، لكن ذكر المحقق: أن في أكثر النسخ: «ص، ش، ك، ع، ج، ر»، بتضعيف اللام، هكذا ((افْعِيْلَالًا))، وهو الصحيح، ثم قال: وجاء في نسخة «م»: ((افْعِيْعَالًا))، بتضعيف العين، وهو خطأ؛ فــ (افْعِيْعَال) مصدر (افْعَوْعَلَ)، لا مصدر (افْعَالَّ).